# Jeancourt
Jeancourt ist eine französische Gemeinde mit 253 Einwohnern (Stand 1. Januar 2022) im Département Aisne in der Region Hauts-de-France (vor 2016 Picardie). Sie gehört zum Arrondissement Saint-Quentin, zum Kanton Saint-Quentin-1 und zum Gemeindeverband Pays du Vermandois.

## Geografie
Die Gemeinde Jeancourt liegt an der Grenze zum Département Somme, 15 Kilometer nordwestlich von Saint-Quentin. Nachbargemeinden von Jeancourt sind Hesbécourt im Norden, Villeret im Nordosten, Le Verguier im Osten, Vendelles im Süden sowie Hervilly im Westen.

## Geschichte
Wie viele andere Dörfer in der Umgebung wurde auch Jeancourt im Ersten Weltkrieg völlig zerstört.

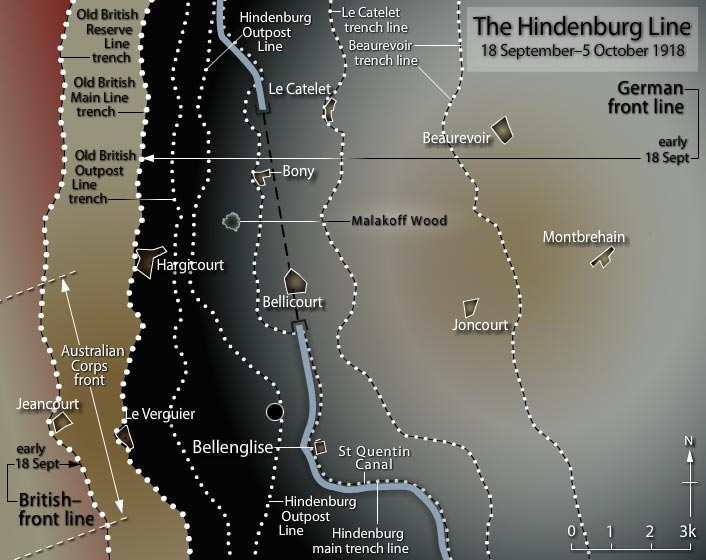
Verlauf der Siegfriedstellung im September/Oktober 1918

### Bevölkerungsentwicklung
| Jahr                       | 1962 | 1968 | 1975 | 1982 | 1990 | 1999 | 2006 | 2013 | 2022 |
| Einwohner                  | 263  | 230  | 232  | 201  | 253  | 263  | 240  | 275  | 253  |
| Quellen: Cassini und INSEE |      |      |      |      |      |      |      |      |      |

## Sehenswürdigkeiten

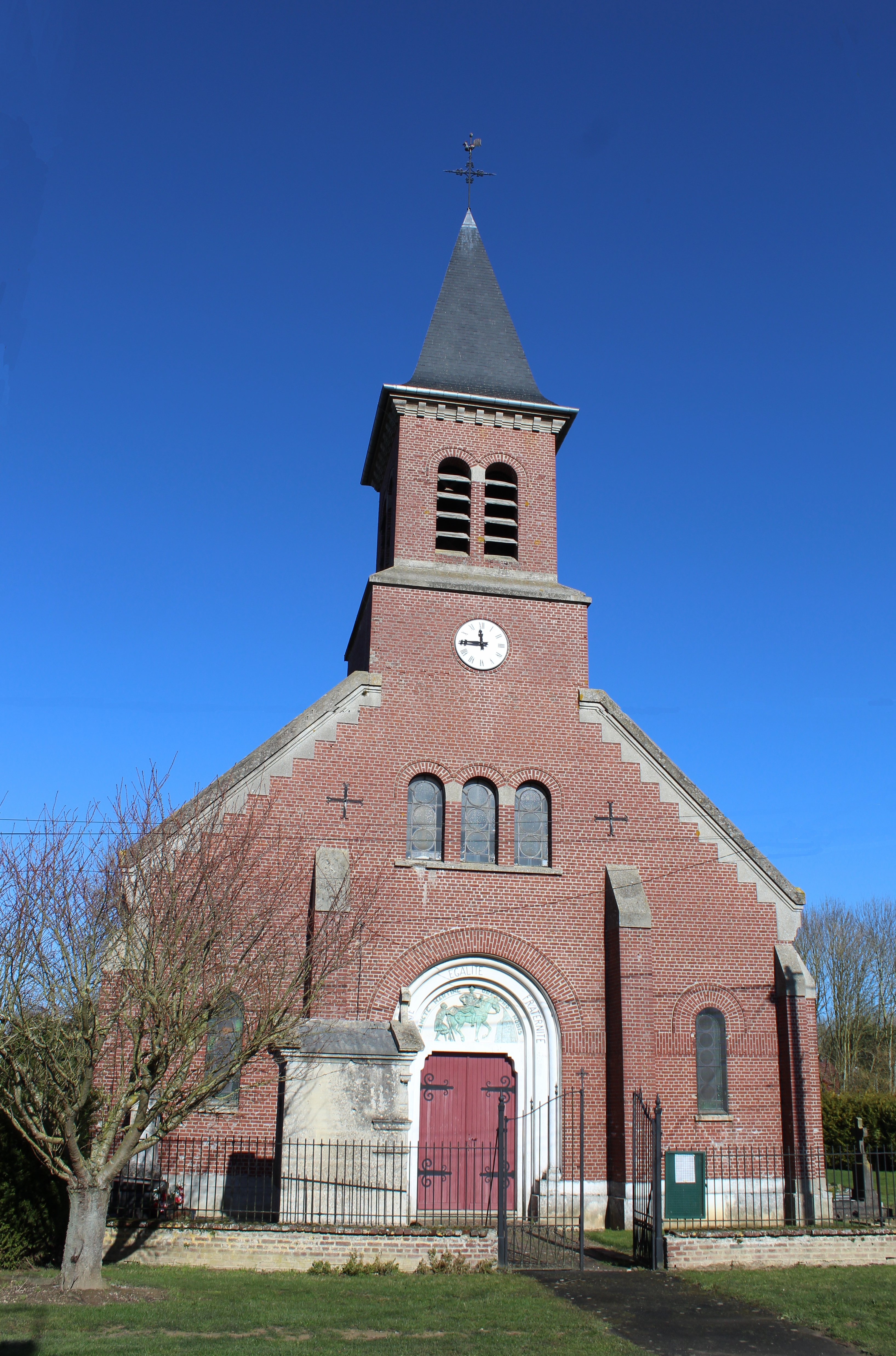
Kirche Saint-Martin
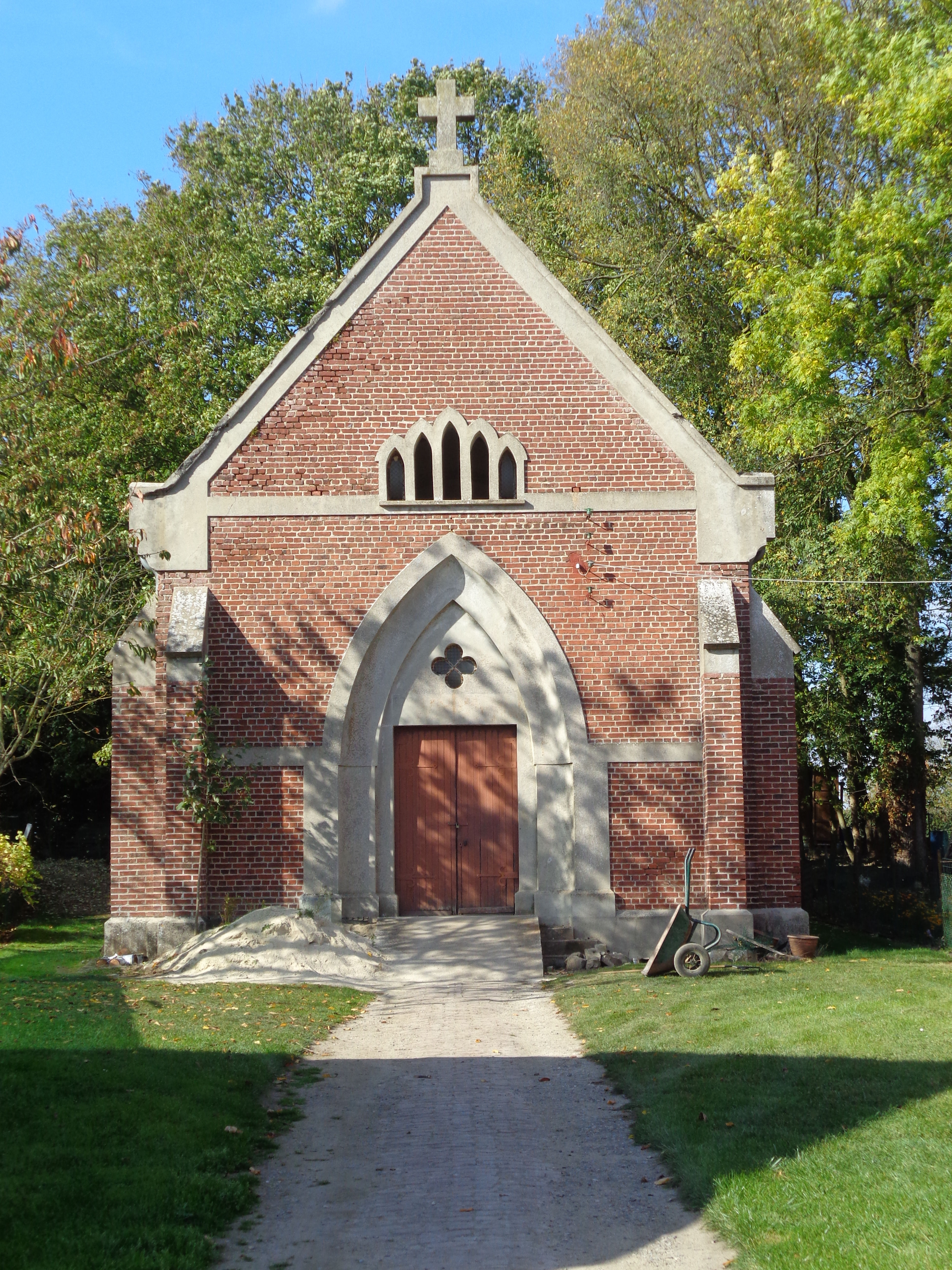
Protestantische Kirche
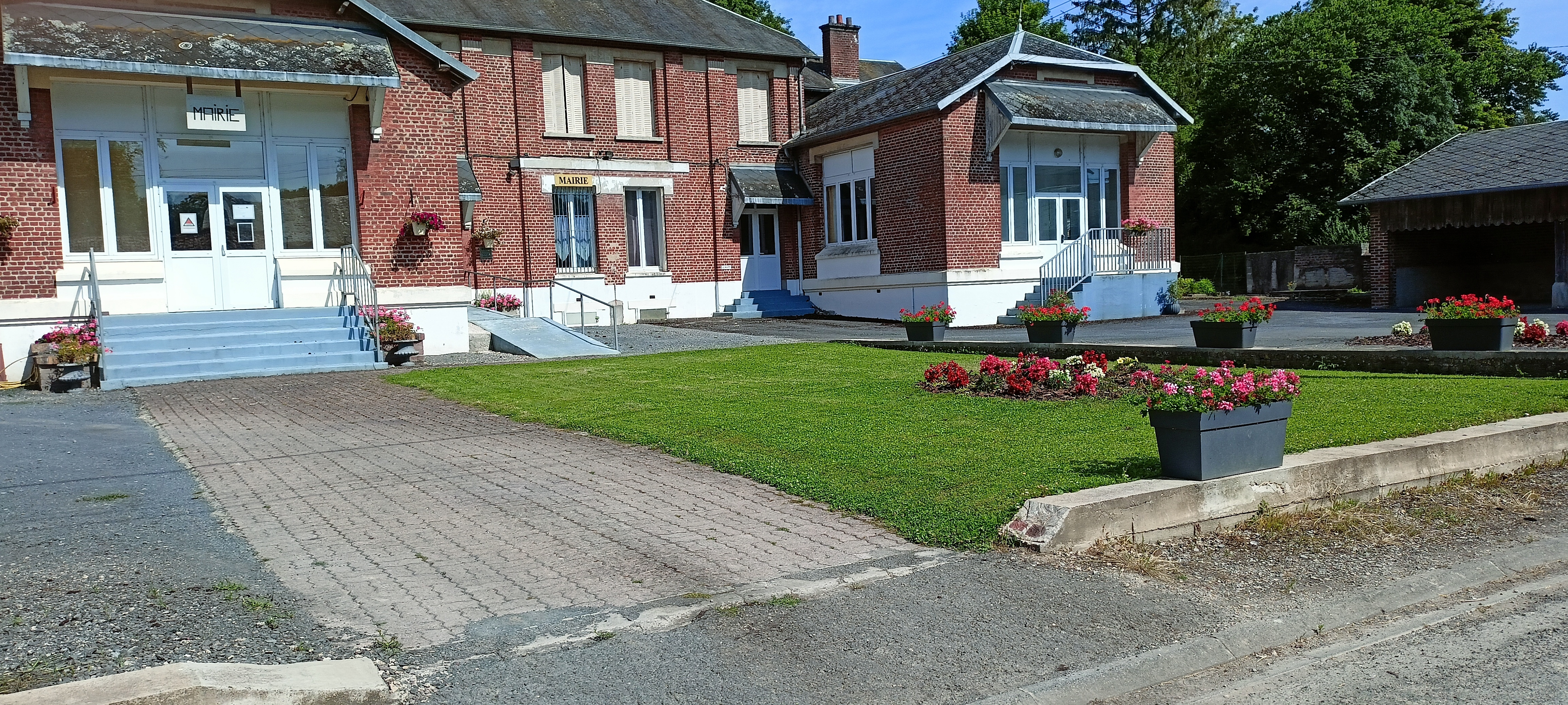
Mairie und ehemalige Schule
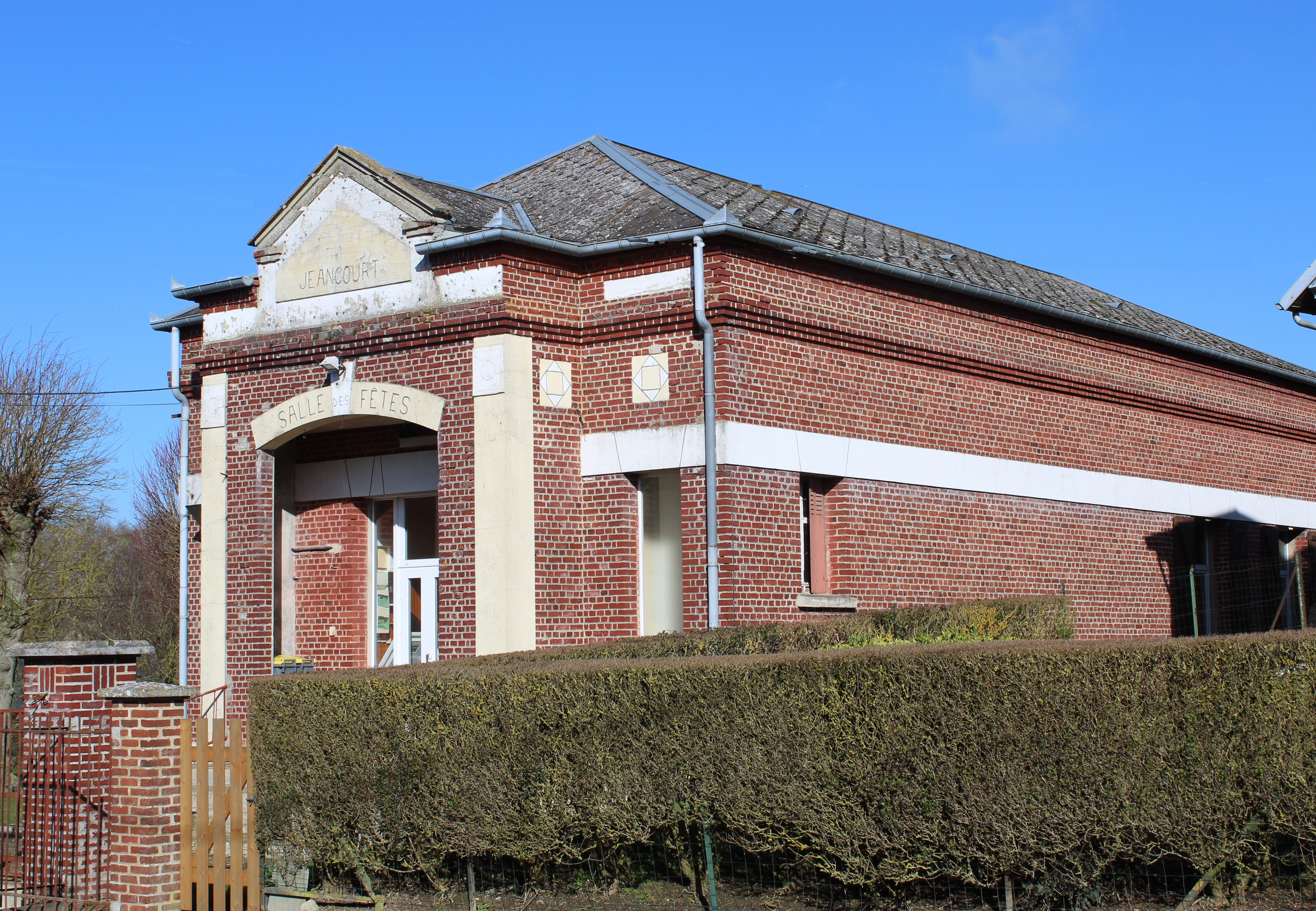
Gemeindefesthalle

- Kirche Saint-Martin
- Protestantische Kirche
- Mairie und ehemalige Schule
- Gemeindefesthalle